# Guarany Foot-Ball Club (Belo Horizonte)
O Guarany Foot-Ball Club foi um clube brasileiro de futebol com sede na cidade de Belo Horizonte, capital do estado de Minas Gerais. Disputou os estaduais de 1920, 1921 e de 1926 a 1932, sendo vice campeão mineiro em 1920.